# Maksim Shatskix
Maksim Shatskix (in russo Максим Александрович Шацких?, Maksim Aleksandrovič Šackich; Tashkent, 30 agosto 1978) è un allenatore di calcio ed ex calciatore uzbeko, di ruolo attaccante, tecnico del Paxtakor.
Nel 2003 è giunto terzo mentre nel 2005 è giunto secondo nella classifica del Giocatore asiatico dell'anno, inoltre è stato premiato quattro volte giocatore uzbeko dell'anno (nel 2003, 2005, 2006 e 2007).

## Carriera

### Club
Con la squadra ucraina della Dinamo Kiev ha vinto per due volte la classifica dei marcatori del campionato ucraino, nella stagione 1999-2000 con 20 gol e nella stagione 2002-2003 con 22 gol, eguagliando, in quest'ultima occasione, il record di marcature nel singolo campionato di Serhij Rebrov sempre della Dinamo Kiev, del 1997-1998 (record poi superato da Henrikh Mkhitaryan nel 2012-2013 con 25 gol).
Inoltre ha vinto per tre volte la classifica marcatori della coppa d'Ucraina, unico giocatore in grado di riuscirci insieme a Andrij Vorobej.
Il 4 ottobre 2014 ha realizzato il gol numero 124 nel campionato ucraino superando Serhij Rebrov fermo a quota 123, diventando il miglior marcatore di sempre del campionato.

### Nazionale
Con 34 reti realizzate in 60 partite è altresì il miglior realizzatore della propria nazionale.

## Statistiche

### Cronologia presenze e reti in nazionale
| Cronologia completa delle presenze e delle reti in nazionale ― Uzbekistan | Cronologia completa delle presenze e delle reti in nazionale ― Uzbekistan | Cronologia completa delle presenze e delle reti in nazionale ― Uzbekistan | Cronologia completa delle presenze e delle reti in nazionale ― Uzbekistan | Cronologia completa delle presenze e delle reti in nazionale ― Uzbekistan | Cronologia completa delle presenze e delle reti in nazionale ― Uzbekistan | Cronologia completa delle presenze e delle reti in nazionale ― Uzbekistan | Cronologia completa delle presenze e delle reti in nazionale ― Uzbekistan |
| Data                                                                      | Città                                                                     | In casa                                                                   | Risultato                                                                 | Ospiti                                                                    | Competizione                                                              | Reti                                                                      | Note                                                                      |
| ------------------------------------------------------------------------- | ------------------------------------------------------------------------- | ------------------------------------------------------------------------- | ------------------------------------------------------------------------- | ------------------------------------------------------------------------- | ------------------------------------------------------------------------- | ------------------------------------------------------------------------- | ------------------------------------------------------------------------- |
| 18-8-1999                                                                 | Samarcanda                                                                | Uzbekistan                                                                | 3 – 1                                                                     | Azerbaigian                                                               | Amichevole                                                                | 3                                                                         |                                                                           |
| 21-11-1999                                                                | Al-Ain                                                                    | Uzbekistan                                                                | 6 – 0                                                                     | Bangladesh                                                                | Qual. Coppa d'Asia 2000                                                   | 2                                                                         |                                                                           |
| 27-11-1999                                                                | Al-Ain                                                                    | Emirati Arabi Uniti                                                       | 0 – 1                                                                     | Uzbekistan                                                                | Qual. Coppa d'Asia 2000                                                   | 1                                                                         | 87’                                                                       |
| 8-10-2000                                                                 | Tashkent                                                                  | Uzbekistan                                                                | 3 – 0                                                                     | Turkmenistan                                                              | Amichevole                                                                | 2                                                                         | 89’                                                                       |
| 14-10-2000                                                                | Sidone                                                                    | Qatar                                                                     | 1 – 1                                                                     | Uzbekistan                                                                | Coppa d'Asia 2000 - 1º turno                                              | -                                                                         |                                                                           |
| 17-10-2000                                                                | Sidone                                                                    | Giappone                                                                  | 8 – 1                                                                     | Uzbekistan                                                                | Coppa d'Asia 2000 - 1º turno                                              | -                                                                         | 39’                                                                       |
| 20-10-2000                                                                | Sidone                                                                    | Arabia Saudita                                                            | 5 – 0                                                                     | Uzbekistan                                                                | Coppa d'Asia 2000 - 1º turno                                              | -                                                                         |                                                                           |
| 17-8-2001                                                                 | Abu Dhabi                                                                 | Emirati Arabi Uniti                                                       | 4 – 1                                                                     | Uzbekistan                                                                | Qual. Mondiali 2002                                                       | -                                                                         |                                                                           |
| 26-8-2001                                                                 | Tashkent                                                                  | Uzbekistan                                                                | 2 – 1                                                                     | Qatar                                                                     | Qual. Mondiali 2002                                                       | -                                                                         |                                                                           |
| 8-9-2001                                                                  | Tashkent                                                                  | Uzbekistan                                                                | 5 – 0                                                                     | Oman                                                                      | Qual. Mondiali 2002                                                       | 1                                                                         |                                                                           |
| 13-10-2001                                                                | Mascate                                                                   | Oman                                                                      | 4 – 2                                                                     | Uzbekistan                                                                | Qual. Mondiali 2002                                                       | -                                                                         | 45’                                                                       |
| 19-10-2001                                                                | Tashkent                                                                  | Uzbekistan                                                                | 1 – 0                                                                     | Cina                                                                      | Qual. Mondiali 2002                                                       | -                                                                         |                                                                           |
| 2-4-2003                                                                  | Minsk                                                                     | Bielorussia                                                               | 2 – 2                                                                     | Uzbekistan                                                                | Amichevole                                                                | -                                                                         | 54’                                                                       |
| 30-4-2003                                                                 | Tashkent                                                                  | Uzbekistan                                                                | 1 – 2                                                                     | Bielorussia                                                               | Amichevole                                                                | -                                                                         | 67’                                                                       |
| 8-11-2003                                                                 | Tashkent                                                                  | Uzbekistan                                                                | 3 – 0                                                                     | Thailandia                                                                | Qual. Coppa d'Asia 2004                                                   | 1                                                                         | 76’ 87’                                                                   |
| 10-11-2003                                                                | Tashkent                                                                  | Uzbekistan                                                                | 0 – 0                                                                     | Tagikistan                                                                | Qual. Coppa d'Asia 2004                                                   | -                                                                         |                                                                           |
| 18-2-2004                                                                 | Tashkent                                                                  | Uzbekistan                                                                | 1 – 1                                                                     | Iraq                                                                      | Qual. Mondiali 2006                                                       | -                                                                         |                                                                           |
| 13-10-2004                                                                | Amman                                                                     | Iraq                                                                      | 1 – 2                                                                     | Uzbekistan                                                                | Qual. Mondiali 2006                                                       | 1                                                                         | 41’ 93’                                                                   |
| 17-11-2004                                                                | Tashkent                                                                  | Uzbekistan                                                                | 6 – 1                                                                     | Taipei cinese                                                             | Qual. Mondiali 2006                                                       | 1                                                                         |                                                                           |
| 9-2-2005                                                                  | Tashkent                                                                  | Uzbekistan                                                                | 1 – 1                                                                     | Arabia Saudita                                                            | Qual. Mondiali 2006                                                       | 1                                                                         |                                                                           |
| 25-3-2005                                                                 | Madinat al-Kuwait                                                         | Kuwait                                                                    | 2 – 1                                                                     | Uzbekistan                                                                | Qual. Mondiali 2006                                                       | -                                                                         |                                                                           |
| 3-6-2005                                                                  | Tashkent                                                                  | Uzbekistan                                                                | 1 – 1                                                                     | Corea del Sud                                                             | Qual. Mondiali 2006                                                       | 1                                                                         |                                                                           |
| 8-6-2005                                                                  | Riad                                                                      | Arabia Saudita                                                            | 0 – 3                                                                     | Uzbekistan                                                                | Qual. Mondiali 2006                                                       | -                                                                         |                                                                           |
| 17-8-2005                                                                 | Tashkent                                                                  | Uzbekistan                                                                | 3 – 2                                                                     | Kuwait                                                                    | Qual. Mondiali 2006                                                       | 1                                                                         |                                                                           |
| 8-10-2005                                                                 | Tashkent                                                                  | Uzbekistan                                                                | 1 – 1                                                                     | Bahrein                                                                   | Qual. Mondiali 2006                                                       | 1                                                                         |                                                                           |
| 22-2-2006                                                                 | Tashkent                                                                  | Uzbekistan                                                                | 5 – 0                                                                     | Bangladesh                                                                | Qual. Coppa d'Asia 2007                                                   | 2                                                                         |                                                                           |
| 1-3-2006                                                                  | Doha                                                                      | Qatar                                                                     | 2 – 1                                                                     | Uzbekistan                                                                | Qual. Coppa d'Asia 2007                                                   | 2                                                                         |                                                                           |
| 16-8-2006                                                                 | Tashkent                                                                  | Uzbekistan                                                                | 2 – 2                                                                     | Hong Kong                                                                 | Qual. Coppa d'Asia 2007                                                   | 1                                                                         |                                                                           |
| 11-10-2006                                                                | Dacca                                                                     | Bangladesh                                                                | 0 – 4                                                                     | Uzbekistan                                                                | Qual. Coppa d'Asia 2007                                                   | 1                                                                         |                                                                           |
| 15-11-2006                                                                | Tashkent                                                                  | Uzbekistan                                                                | 2 – 0                                                                     | Qatar                                                                     | Qual. Coppa d'Asia 2007                                                   | -                                                                         | 59’                                                                       |
| 14-7-2007                                                                 | Kuala Lumpur                                                              | Uzbekistan                                                                | 5 – 0                                                                     | Malaysia                                                                  | Coppa d'Asia 2007 - 1º turno                                              | 2                                                                         |                                                                           |
| 18-7-2007                                                                 | Kuala Lumpur                                                              | Uzbekistan                                                                | 3 – 0                                                                     | Cina                                                                      | Coppa d'Asia 2007 - 1º turno                                              | 1                                                                         |                                                                           |
| 22-7-2007                                                                 | Giacarta                                                                  | Arabia Saudita                                                            | 2 – 1                                                                     | Uzbekistan                                                                | Coppa d'Asia 2007 - Quarti di finale                                      | -                                                                         |                                                                           |
| 22-8-2007                                                                 | Kiev                                                                      | Ucraina                                                                   | 2 – 1                                                                     | Uzbekistan                                                                | Amichevole                                                                | -                                                                         | 45’                                                                       |
| 13-10-2007                                                                | Tashkent                                                                  | Uzbekistan                                                                | 9 – 0                                                                     | Taipei cinese                                                             | Qual. Mondiali 2010                                                       | 5                                                                         |                                                                           |
| 6-2-2008                                                                  | Beirut                                                                    | Libano                                                                    | 0 – 1                                                                     | Uzbekistan                                                                | Qual. Mondiali 2010                                                       | -                                                                         | 81’                                                                       |
| 26-3-2008                                                                 | Tashkent                                                                  | Uzbekistan                                                                | 3 – 0                                                                     | Arabia Saudita                                                            | Qual. Mondiali 2010                                                       | 1                                                                         |                                                                           |
| 2-6-2008                                                                  | Singapore                                                                 | Singapore                                                                 | 3 – 7                                                                     | Uzbekistan                                                                | Qual. Mondiali 2010                                                       | 1                                                                         |                                                                           |
| 7-6-2008                                                                  | Tashkent                                                                  | Uzbekistan                                                                | 1 – 0                                                                     | Singapore                                                                 | Qual. Mondiali 2010                                                       | -                                                                         |                                                                           |
| 14-6-2008                                                                 | Tashkent                                                                  | Uzbekistan                                                                | 1 – 0                                                                     | Libano                                                                    | Qual. Mondiali 2010                                                       | -                                                                         |                                                                           |
| 6-9-2008                                                                  | Doha                                                                      | Qatar                                                                     | 3 – 0                                                                     | Uzbekistan                                                                | Qual. Mondiali 2010                                                       | -                                                                         | 78’                                                                       |
| 10-9-2008                                                                 | Tashkent                                                                  | Uzbekistan                                                                | 0 – 1                                                                     | Australia                                                                 | Qual. Mondiali 2010                                                       | -                                                                         |                                                                           |
| 11-10-2008                                                                | Suwon                                                                     | Corea del Sud                                                             | 3 – 0                                                                     | Uzbekistan                                                                | Amichevole                                                                | -                                                                         | 79’                                                                       |
| 15-10-2008                                                                | Saitama                                                                   | Giappone                                                                  | 1 – 1                                                                     | Uzbekistan                                                                | Qual. Mondiali 2010                                                       | 1                                                                         | 71’                                                                       |
| 11-2-2009                                                                 | Tashkent                                                                  | Uzbekistan                                                                | 0 – 1                                                                     | Bahrein                                                                   | Qual. Mondiali 2010                                                       | -                                                                         | 36’                                                                       |
| 28-3-2009                                                                 | Tashkent                                                                  | Uzbekistan                                                                | 4 – 0                                                                     | Qatar                                                                     | Qual. Mondiali 2010                                                       | -                                                                         | 56’                                                                       |
| 7-9-2010                                                                  | Tallinn                                                                   | Estonia                                                                   | 3 – 3                                                                     | Uzbekistan                                                                | Amichevole                                                                | 1                                                                         |                                                                           |
| 9-10-2010                                                                 | Jeddah                                                                    | Arabia Saudita                                                            | 4 – 0                                                                     | Uzbekistan                                                                | Amichevole                                                                | -                                                                         | 79’                                                                       |
| 12-10-2010                                                                | Manama                                                                    | Bahrein                                                                   | 2 – 4                                                                     | Uzbekistan                                                                | Amichevole                                                                | 1                                                                         | 45’                                                                       |
| 25-12-2010                                                                | Dubai                                                                     | Bahrein                                                                   | 1 – 1                                                                     | Uzbekistan                                                                | Amichevole                                                                | -                                                                         | 45’                                                                       |
| 2-1-2011                                                                  | Sharjah                                                                   | Giordania                                                                 | 2 – 2                                                                     | Uzbekistan                                                                | Amichevole                                                                | -                                                                         |                                                                           |
| 7--1-2011                                                                 | Doha                                                                      | Qatar                                                                     | 0 – 2                                                                     | Uzbekistan                                                                | Coppa d'Asia 2011 - 1º turno                                              | -                                                                         |                                                                           |
| 12--1-2011                                                                | Doha                                                                      | Uzbekistan                                                                | 2 – 1                                                                     | Kuwait                                                                    | Coppa d'Asia 2011 - 1º turno                                              | 1                                                                         | 53’                                                                       |
| 16--1-2011                                                                | Doha                                                                      | Cina                                                                      | 2 – 2                                                                     | Uzbekistan                                                                | Coppa d'Asia 2011 - 1º turno                                              | -                                                                         |                                                                           |
| 25--1-2011                                                                | Doha                                                                      | Uzbekistan                                                                | 0 – 6                                                                     | Australia                                                                 | Coppa d'Asia 2011 - Semifinali                                            | -                                                                         | 59’                                                                       |
| 1-6-2011                                                                  | Kiev                                                                      | Ucraina                                                                   | 2 – 0                                                                     | Uzbekistan                                                                | Amichevole                                                                | -                                                                         | 70’                                                                       |
| 2-9-2011                                                                  | Tursunzoda                                                                | Tagikistan                                                                | 0 – 1                                                                     | Uzbekistan                                                                | Qual. Mondiali 2014                                                       | 1                                                                         |                                                                           |
| 6-9-2011                                                                  | Tashkent                                                                  | Uzbekistan                                                                | 1 – 1                                                                     | Giappone                                                                  | Qual. Mondiali 2014                                                       | -                                                                         | 13’                                                                       |
| 11-11-2011                                                                | Tashkent                                                                  | Uzbekistan                                                                | 1 – 0                                                                     | Corea del Nord                                                            | Qual. Mondiali 2014                                                       | -                                                                         | 74’                                                                       |
| 29-5-2014                                                                 | Tashkent                                                                  | Uzbekistan                                                                | 0 – 1                                                                     | Oman                                                                      | Amichevole                                                                | -                                                                         | 45’                                                                       |
| Totale                                                                    |                                                                           | Presenze                                                                  | 60                                                                        |                                                                           | Reti                                                                      | 34                                                                        |                                                                           |

### Statistiche da allenatore
Statistiche aggiornate al 15 ottobre 2022.
| Stagione        | Squadra         | Campionato      | Campionato | Campionato | Campionato | Campionato | Coppe nazionali | Coppe nazionali | Coppe nazionali | Coppe nazionali | Coppe nazionali | Coppe continentali | Coppe continentali | Coppe continentali | Coppe continentali | Coppe continentali | Altre coppe | Altre coppe | Altre coppe | Altre coppe | Altre coppe | Totale | Totale | Totale | Totale | % Vittorie | Piazzamento |
| Stagione        | Squadra         | Comp            | G          | V          | N          | P          | Comp            | G               | V               | N               | P               | Comp               | G                  | V                  | N                  | P                  | Comp        | G           | V           | N           | P           | G      | V      | N      | P      | %          | Piazzamento |
| --------------- | --------------- | --------------- | ---------- | ---------- | ---------- | ---------- | --------------- | --------------- | --------------- | --------------- | --------------- | ------------------ | ------------------ | ------------------ | ------------------ | ------------------ | ----------- | ----------- | ----------- | ----------- | ----------- | ------ | ------ | ------ | ------ | ---------- | ----------- |
| ago.-nov. 2022  | Paxtakor        | USL             | 14         | 9          | 4          | 1          | CU              | 2               | 1               | 0               | 1               | -                  | -                  | -                  | -                  | -                  | -           | -           | -           | -           | -           | 16     | 10     | 4      | 2      | 62,50      | Sub, 1°     |
| 2023            | Paxtakor        | USL             | 26         | 16         | 5          | 5          | CU              | 4               | 2               | 0               | 2               | ACL                | 6                  | 1                  | 2                  | 3                  | SU          | 1           | 0           | 0           | 1           | 37     | 19     | 7      | 11     | 51,35      | 1°          |
| 2024            | Paxtakor        | USL             | 21         | 10         | 5          | 6          | CU              | 6               | 3               | 2               | 1               | ACL                | 3                  | 0                  | 2                  | 1                  | SU          | 1           | 0           | 1           | 0           | 31     | 13     | 10     | 8      | 41,94      |             |
| Totale carriera | Totale carriera | Totale carriera | 61         | 35         | 14         | 12         |                 | 12              | 6               | 2               | 4               |                    | 9                  | 1                  | 4                  | 4                  |             | 2           | 0           | 1           | 1           | 84     | 42     | 21     | 21     | 50,00      |             |

## Palmarès

### Club

#### Competizioni nazionali
- Campionato ucraino: 6

Dinamo Kiev: 1999-2000, 2000-2001, 2002-2003, 2003-2004, 2006-2007, 2008-2009
- Coppa d'Ucraina: 5

Dinamo Kiev: 1999-2000, 2002-2003, 2004-2005, 2005-2006, 2006-2007
- Supercoppa d'Ucraina: 3

Dinamo Kiev: 2004, 2006, 2007

### Individuale
- Capocannoniere del Campionato ucraino: 2

1999-2000, 2002-2003
- Capocannoniere della Coppa d'Ucraina: 3

1999-2000, 2001-2002, 2002-2003

### Allenatore

#### Club
- Campionato uzbeko: 2

Paxtakor: 2022, 2023